# Nil
Nil (arapski: النيل an-nīl) je rijeka u Africi, jedna od dvije najduže rijeke na Zemlji.

## Naziv
Riječ "Nil" ('nIl) dolazi od riječi Neilos (Νειλος), grčkog naziva za Nil.  Drugi grčki naziv za Nil bio je  Aigyptos (Αιγυπτος), on je izvor imena "Egipat."

## Pritoke (rukavci)
Dva su velika rukavca Nila: Bijeli Nil, od ekvatorijalne Afrike, i Plavi (Modri) Nil, od Etiopije. Oba rukavca nastaju na zapadnom rubu istočnoafričkog rascjepa, koji je južni dio velikog tektonskog jarka. 

### Bijeli Nil
Viktorijino jezero, koje se nalazi između Ugande, Kenije i Tanzanije, smatra se izvorom Nila makar i u samo jezero utječu rijeke znatnih veličina iz ostalih velikih jezera Afrike. Ističe se najdalji odvojak rijeke Ruvyronza u Burundiju koja je gornji Pritok rijeke Kagera. Kagera teče 690 km prije nego dosegne Viktorijino jezero. 
Po izlasku iz Viktorijinog jezera rijeka se naziva Viktorijin Nil. Teče dalje oko 500 km, Kroz jezero Kioga, dok ne dosegne Albertovo jezero. Nakon izlaska iz Albertovog jezera rijeka je poznata pod imenom Albertov Nil. Tada otječe u Sudan, gdje postaje poznata pod imenom Bahr el Džebel. Na stjecištu Bahr el Džebela s Bahr el Gazalom, rijekom koja je i sama duga 720 km, rijeka postaje poznata kao Bahr al Abjad, ili Bijeli Nil, po boji gline u njenim vodama. Od ove točke rijeka teče prema Kartumu.

### Plavi Nil
Plavi Nil (Bahr al Azrak u Sudanu, Abaj u Etiopiji) izvire iz jezera Tana u Etiopskom gorju. Plavi nil teče oko 1.400 km do Kartuma, gdje se Plavi i Bijeli Nil spajaju i stvaraju “Nil.” Većina vode koju Nil nosi (oko 80-85%) dolazi iz Etiopije, no veći dio vode prolazi koritom Nila samo ljeti kada na Etiopsku visoravan padaju jake kiše. Ostatak godine velike rijeke u Etiopiji koje utječu u Nil nose vrlo malo vode ili su sasvim suhe.

### Nil
Nakon što se Plavi i Bijeli Nil spoje, jedino još rijeka Atbara znatnije doprinosi Nilu. Ona izvire u Etiopiji sjeverno od jezera Tana i duga je otprilike 800 km. Spaja se s Nilom oko 300 km nakon Kartuma, na otprilike pola njegovog puta prema moru. Od ove točke prema sjeveru Nil se smanjuje zbog isparavanja.
Nil u Sudanu poseban je iz dva razloga: 1) teče preko 6 skupina slapova, od prve kod Asuana do šeste kod Sabaloke (sjeverno od Kartuma); i 2) okreće smjer velikim dijelom toka, teče natrag prema JZ da bi se opet okrenuo na sjever do mora. To je "Veliki riječni zavoj Nila."
Nakon toga Nil dolazi do umjetnog Naserovog jezera, zatvorenog Asuanskom branom 270 km unutar Egipta od sudanske granice. Od 1998, određena se količina vode iz jezera Nasser izlila na zapad i formirala jezera Toshka. Od Nasserovog jezera glavni tok teče na sjever kroz Egipat prema Sredozemnom moru. Jedan se rubni kanal, Bahr Yussef, odvaja od glavnog toka nizvodno od grada Asjuta, I prazni u Fayum. Delta Nila, mjesto gdje se Nil ulijeva u Sredozemno more, je eponim svih riječnih delti svijeta. Bogati riječni mulj nošen na istok vodenim strujama poticao je ribolovnu industriju istočnog Sredozemlja, ili je barem tako bilo do izgradnje Asuanske brane.

## Povijest Nila
Nil (iteru na staroegipatskom) je davao život staroegipatskoj civilizaciji, većina stanovništva i svi gradovi Egipta smješteni su uzduž doline Nila sjeverno od Asuana. Nil je bio žila kucavica egipatske kulture od kamenog doba.  Klimatske promjene, ili možda pretjerana ispaša oko 8000. g. pr. Kr. isušile su pašnjake Egipatskih zemalja i stvorile Saharu. Plemena su prirodno selila prema rijeci, gdje se razvilo sjedilačko, ratarsko gospodarstvo, i centraliziranije društvo.
Kost iz Ishanga, najstariji otkriveni dokaz egipatske mumifikacije, pronađena je uz jedan od manjih odvojaka rijeke Nil (blizu jezera Edward, u sjeveroistočnom dijelu Konga. Starost joj je procijenjena na 20 000. g. pr. Kr.
Usprkos pokušajima Grka i Rimljana koji se nisu uspjeli probiti dalje od Sudda, izvor Nila ostao je neotkriven do 19. stoljeća. Tada je John Hanning Speke prvi prepoznao Viktorijino jezero kao izvor Nila. Razne su prijašnje ekspedicije još od drevnih vremena propale u pokušaju otkrivanja izvora rijeke. Zbog toga se klasičnim rimskim i helenističkim prikazima Nil prikazuje kao muški bog kojemu su lice i glava sakriveni zavjesama. 
Speke je sudjelovao u ekspediciji 1856. – 1858. koju je vodio Richard Francis Burton. Barton je namjeravao pronaći izvor Nila ulazeći u Afriku iz Dar-Es-Salaama (današnja Tanzanija). Bio je uvjeren da je izvor jezero Tanganjika, no Speke je bio taj koji je, ostavivši bolesnog Burtona iza sebe, pronašao veliku vodenu površinu koja je danas poznata kao Viktorijino jezero. Speke se uvjerio da je baš ta vodena površina pravi izvor rijeke Nil. Speke se vratio s James Augustus Grantom 1860. – 1863. i nastavio istraživanja oko Viktorijinog jezera te pratio Nil na sjever do Gondokoro na južnom rubu Sudda. 
Ekspedicija Bijeli Nil koju je vodio Južnoafrikanac Hendri Coetzee, bila je prva koja je uspjela oploviti cijelu dužinu Nila. Krenula je s izvora Nila u Ugandi 1. siječnja 2004. i sigurna stigli na Sredozemlje u 4 mjeseca i 2 tjedna kasnije.
28. travnja 2004. geolog Pasquale Scaturro i njegov partner, kajakist i dokumentarist Gordon Brown, postali su prvi koji oplovili Plavi Nil, od jezera Tana u Etiopiji do plaža Aleksandrije na Sredozemlju. Iako je njihova ekspedicija uključivala i određen broj drugih sudionika jedino su Brown i Scaturro ostali u ekspediciji cijelim putem. 
29. siječnja 2005., Kanađanin Les Jickling i Novozelanđanin Mark Tanner došli su do Sredozemnog mora koristeći samo vesla i snagu svojih ruku.
Nil još uvijek uzdržava velik broj Afrikanaca kao i Egipćana, koji žive između inače nepogodnih područja Sahare. Rijeka je poplavljala svakog ljeta, ostavljajući plodno tlo na poljima. Riječni tok je ometan na nekoliko mjesta slapovima Nila,  koji smetaju prolasku brodova. Sudd u Sudanu također predstavlja značajnu prepreku plovnosti i protoku vode, čak toliko da je Egipat jedno vrijeme pokušavao prokopati kanal (kanala Jongeli) da bi se poboljšao protok vode.     
 Nil se koristio, i još se koristi, za transport roba duž njegovog toka. Posebno zato što zimski vjetrovi u ovom području pušu uz rijeku, brodovi su mogli putovati uzvodno koristeći jedra, a nizvodno koristeći tok rijeke. Iako većina Egipćana još uvijek živi u dolini Nila, izgradnja Asuanske brane značila je kraj poplava i donošenja plodnog riječnog mulja.
Gradovi uz Nil uključuju Kartum, Asuan, Luxor (Tebu), i Giza–Kairo.

## Poplave Nila
Godišnji ciklus Nila bio je izuzetno važan u životima drevnih Egipćana. Nil se 'tajanstveno' ali predvidljivo podizao svakog ljeta i obogaćivao zemlju, bez kiše i u najtoplije doba godine. Dobra poplava i Egiptu je bilo osigurano obilje, slabija poplava ili prejaka poplava značile su da će Egipat patiti. 
Tajna godišnjeg ciklusa stvarala je strahopoštovanje i poticala obožavanje, te bilježenje povijesti nilskih poplava, predviđanja kada bi Nil trebao poplaviti te položaj ratarskih parcela nakon povlačenja vode. Sve to je potaklo stvaranje prvog znanstvenog instrumenta Nilometra, astronomije, i zemljomjerstva. Zabrinutost starih Egipćana zbog poplave bila je sasvim opravdana. Izostanak poplava i općenito niska razina rijeke smatra se razlogom propasti starog kraljevstva prije oko 4200 godina. Ta je zabrinutost zabilježena u Bibliji, gdje Josip pravilno tumači da se faraonovi snovi o 7 godina obilja i 7 godina siromaštva odnose na dobro pa zatim loše poplave Nila. 
U bližoj povijesti 1980-ih dogodila se suša koja je uzrokovala glad u Etiopiji i Sudanu, ali Egipat je bio zaštićen zbog vode u jezeru Nasser.